# Imías
Imías è un comune di Cuba, situato nella provincia di Guantánamo.